# Joaquín Beltrán
Joaquín „Capi” Beltrán Vargas (ur. 29 kwietnia 1977 w mieście Meksyk) – meksykański piłkarz pochodzenia hiszpańskiego występujący na pozycji środkowego obrońcy.

## Kariera klubowa
Beltrán pochodzi ze stołecznego miasta Meksyk i jest wychowankiem akademii juniorskiej tamtejszego klubu Pumas UNAM. Do pierwszej drużyny został włączony jako dziewiętnastolatek przez szkoleniowca Luisa Floresa i w meksykańskiej Primera División zadebiutował 24 listopada 1996 w wygranym 3:2 spotkaniu z Morelią. Premierowego gola w najwyższej klasie rozgrywkowej strzelił natomiast 27 kwietnia 1997 w wygranych 2:1 derbach z Américą. Od tamtego czasu mimo młodego wieku wywalczył sobie niepodważalne miejsce w wyjściowym składzie, szybko zostając kluczowym zawodnikiem linii defensywy. Niedługo potem został mianowany kapitanem zespołu i – mimo początkowych lat przeciętnej gry drużyny – w późniejszych sezonach był liderem Pumas podczas jednego z najobfitszych w trofea okresów w historii klubu. W październiku 2002 – w meczu z wenezuelskim Nacionalem Táchira (2:1) – był autorem pierwszego gola strzelonego przez Pumas w historii występów tego zespołu w Copa Libertadores.
W wiosennym sezonie Clausura 2004 Beltrán zdobył z Pumas pierwszy po trzynastu latach przerwy tytuł mistrza Meksyku, zaś kolejne mistrzostwo kraju wywalczył już pół roku później, podczas jesiennego sezonu Apertura 2004. W tym samym roku, jako kapitan ekipy prowadzonej przez Hugo Sáncheza, zdobył również superpuchar Meksyku – Campeón de Campeones oraz triumfował w prestiżowym towarzyskim turnieju o Trofeo Santiago Bernabéu, kiedy to jego zespół pokonał Real Madryt (1:0). W 2005 roku zajął natomiast z Pumas drugie miejsce w superpucharze, dotarł do finału najbardziej prestiżowych rozgrywek północnoamerykańskiego kontynentu – Pucharu Mistrzów CONCACAF oraz południowoamerykańskiego Copa Sudamericana.
Ogółem Beltrán w Pumas spędził dziesięć lat – jest uznawany za jedną z klubowych legend i zapamiętany jako kapitan zespołu z jego „złotej epoki”; z tego powodu otrzymał przydomek „Capi” (zdrobnienie od „Capitán”). Określany jako symbol i ikona klubu, cechujący się wielkim przywiązaniem do barw Pumas. Stworzył słynny duet stoperów w Paragwajczykiem Darío Verónem, trzy razy z rzędu został wybrany w oficjalnym plebiscycie Meksykańskiego Związku Piłki Nożnej najlepszym środkowym obrońcą ligi meksykańskiej – w edycjach Clausura 2003, 2003/2004 i 2004/2005. Opisywany jako waleczny zawodnik, który braki techniczne nadrabiał wielką determinacją i charyzmą. Z drużyny odszedł ze względu na – jak wyjaśnił w jednym z wywiadów – potrzebę nowych wyzwań.
Latem 2006 Beltrán został ściągnięty przez Enrique Lópeza Zarzę – swojego byłego szkoleniowca z Pumas – do prowadzonej przez niego drużyny Club Necaxa z miasta Aguascalientes. Tam spędził rok jako podstawowy piłkarz i kapitan zespołu, w 2007 roku triumfując z nim w rozgrywkach kwalifikacyjnych do Copa Libertadores – InterLidze. Niedługo potem przeniósł się do stołecznego Cruz Azul, gdzie – również nosząc opaskę kapitańską – zdobył wicemistrzostwo Meksyku w sezonie Clausura 2008, sukces ten powtarzając również sześć miesięcy później, w sezonie Apertura 2008. W 2009 roku po raz drugi w karierze dotarł natomiast do finału Ligi Mistrzów CONCACAF. Bezpośrednio po tym odszedł do beniaminka ligi – drużyny Querétaro FC, w której barwach spędził półtora roku bez większych sukcesów jako podstawowy gracz i kapitan. W lipcu 2011 – po pół roku bezrobocia – w wieku 34 lat zakończył piłkarską karierę.
Po zakończeniu kariery (w latach 2011–2014) Beltrán pracował jako komentator piłkarski w stacji Televisa Deportes. W latach 2014–2017 był prezydentem sportowym swojego byłego klubu Querétaro FC. Za jego kadencji zespół zdobył pierwsze trofea w swojej historii – puchar Meksyku (Copa MX) i superpuchar Meksyku (Supercopa MX).

## Kariera reprezentacyjna
W czerwcu 1997 Beltrán został powołany przez szkoleniowca José Luisa Reala do reprezentacji Meksyku U-20 na Młodzieżowe Mistrzostwa Świata w Malezji. Tam miał niepodważalne miejsce w wyjściowym składzie, tworząc pewny duet stoperów z Ignacio Hierro i rozegrał wszystkie cztery spotkania w pełnym wymiarze czasowym. Meksykanie odpadli natomiast ze światowego czempionatu w 1/8 finału, pechowo (gol stracony w doliczonym czasie) przegrywając z Francją (0:1).
Dwa lata później Beltrán znalazł się w ogłoszonej przez José Luisa Reala kadrze reprezentacji Meksyku U-23 na Igrzyska Panamerykańskie w Winnipeg. Tam jako jeden z ważniejszych zawodników meksykańskiej ekipy triumfował z nią w męskim turnieju piłkarskim po pokonaniu w finale Hondurasu (3:1) i zdobył złoty medal na igrzyskach. W kwietniu 2000 wziął natomiast udział w północnoamerykańskich eliminacjach do Igrzysk Olimpijskich w Sydney, podczas których miał pewne miejsce w składzie i czterokrotnie wpisał się na listę strzelców – dwa razy w konfrontacji z Kostaryką (5:1), a także po razie w obydwóch spotkaniach z Gwatemalą (1:1 i 5:0). Jego kadra odpadła z rozgrywek w półfinale, ulegając w serii rzutów karnych Hondurasowi (0:0, 4:5 k) i zajęła dopiero trzecie miejsce w eliminacjach, przez co nie awansowała na olimpiadę.
W seniorskiej reprezentacji Meksyku Beltrán zadebiutował za kadencji selekcjonera Manuela Lapuente, 13 marca 1999 w wygranym 2:1 meczu towarzyskim z USA. W 2001 roku został powołany przez Enrique Mezę na Puchar Konfederacji, gdzie nie rozegrał jednak żadnego spotkania, zaś jego drużyna narodowa z kompletem porażek zajęła ostatnie miejsce w grupie. Wystąpił w jednym (z szesnastu) meczu w ramach udanych dla jego kadry eliminacji do Mistrzostw Świata w Korei Płd. i Japonii, nie znalazł się jednak w kadrze na mundial. W 2007 roku, po sześcioletniej przerwie, powrócił do reprezentacji, powołany przez swojego byłego trenera z Pumas – Hugo Sáncheza, lecz rozegrał wówczas jedynie dwa sparingi i ostatecznie karierę w kadrze zakończył na trzynastu występach.

## Statystyki kariery

### Klubowe
| UNAM      | 1996–1997 | Meksyk | Liga MX | 8   | 1  | ?  | ?  | —             | —  | — | 8≤   | 1≤  |
| UNAM      | 1997–1998 | Meksyk | Liga MX | 33  | 1  | —  | —  | —             | —  | — | 33   | 1   |
| UNAM      | 1998–1999 | Meksyk | Liga MX | 37  | 1  | —  | —  | —             | —  | — | 37   | 1   |
| UNAM      | 1999–2000 | Meksyk | Liga MX | 35  | 2  | —  | —  | —             | —  | — | 35   | 2   |
| UNAM      | 2000–2001 | Meksyk | Liga MX | 33  | 0  | —  | —  | —             | —  | — | 33   | 0   |
| UNAM      | 2001–2002 | Meksyk | Liga MX | 16  | 2  | —  | —  | —             | —  | — | 16   | 2   |
| UNAM      | 2002–2003 | Meksyk | Liga MX | 37  | 0  | —  | —  | CL            | 8  | 1 | 45   | 1   |
| UNAM      | 2003–2004 | Meksyk | Liga MX | 45  | 3  | —  | —  | —             | —  | — | 45   | 3   |
| UNAM      | 2004–2005 | Meksyk | Liga MX | 37  | 2  | —  | —  | LMC           | 5  | 2 | 32   | 4   |
| UNAM      | 2005–2006 | Meksyk | Liga MX | 34  | 3  | —  | —  | CS + CL       | 12 | 0 | 46   | 3   |
| Necaxa    | 2006–2007 | Meksyk | Liga MX | 27  | 1  | 4  | 0  | CL            | 7  | 0 | 38   | 1   |
| Cruz Azul | 2007–2008 | Meksyk | Liga MX | 30  | 0  | 4  | 0  | —             | —  | — | 34   | 0   |
| Cruz Azul | 2008–2009 | Meksyk | Liga MX | 40  | 2  | —  | —  | LMC           | 5  | 0 | 45   | 2   |
| Querétaro | 2009–2010 | Meksyk | Liga MX | 34  | 1  | —  | —  | —             | —  | — | 34   | 1   |
| Querétaro | 2010–2011 | Meksyk | Liga MX | 17  | 1  | —  | —  | —             | —  | — | 17   | 1   |
| Ogółem    | Ogółem    | Ogółem | Ogółem  | 463 | 20 | 8≤ | 0≤ | CL + LMC + CS | 37 | 3 | 508≤ | 23≤ |

Legenda:
- CL – Copa Libertadores
- LMC – Liga Mistrzów CONCACAF
- CS – Copa Sudamericana

### Reprezentacyjne
| Meksyk | Meksyk | 1999   | 5  | 0 | — | — | — | — | — | 5  | 0 |
| Meksyk | Meksyk | 2000   | 4  | 0 | 1 | 0 | — | — | — | 5  | 0 |
| Meksyk | Meksyk | 2001   | 1  | 0 | — | — | — | — | — | 1  | 0 |
| Meksyk | Meksyk | 2002   | —  | — | — | — | — | — | — | 0  | 0 |
| Meksyk | Meksyk | 2003   | —  | — | — | — | — | — | — | 0  | 0 |
| Meksyk | Meksyk | 2004   | —  | — | — | — | — | — | — | 0  | 0 |
| Meksyk | Meksyk | 2005   | —  | — | — | — | — | — | — | 0  | 0 |
| Meksyk | Meksyk | 2006   | —  | — | — | — | — | — | — | 0  | 0 |
| Meksyk | Meksyk | 2007   | 2  | 0 | — | — | — | — | — | 2  | 0 |
| Ogółem | Ogółem | Ogółem | 12 | 0 | 1 | 0 | — | — | — | 13 | 0 |